# Звіздилівка
Звізди́лівка — проміжна залізнична станція Полтавської дирекції Південної залізниці на лінії Хвилівка — Прилуки між станціями Галка (11 км) та Прилуки (9 км). Розташована поблизу села Заїзд Прилуцького району Чернігівської області.

## Історія
Станція відкрита 1930 року.

## Пасажирське сполучення
На станції зупиняються приміські дизель-поїзди сполученням Ніжин — Гребінка.